# 아돌프 마이어

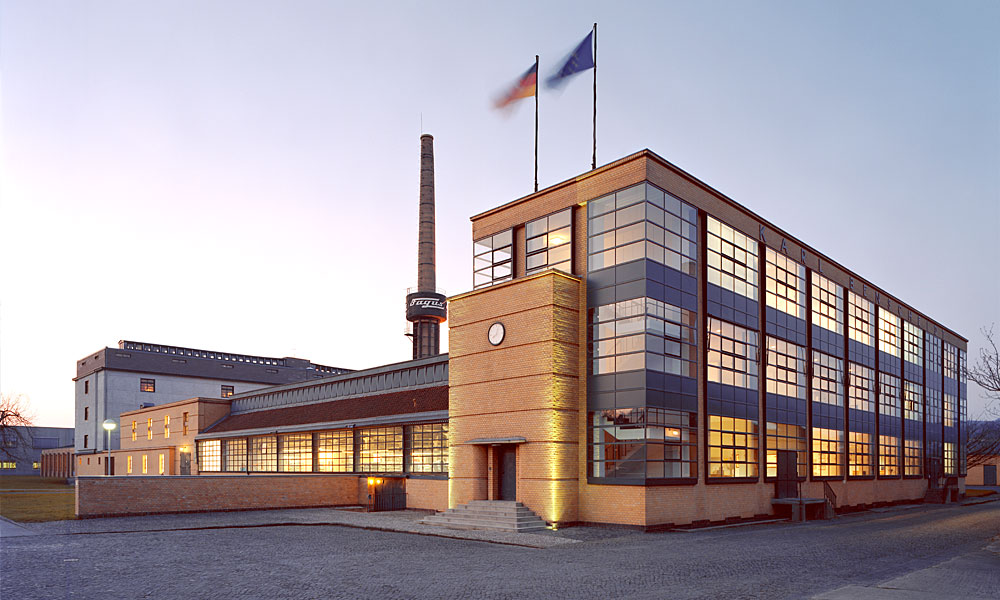
알펠트의 파구스공장

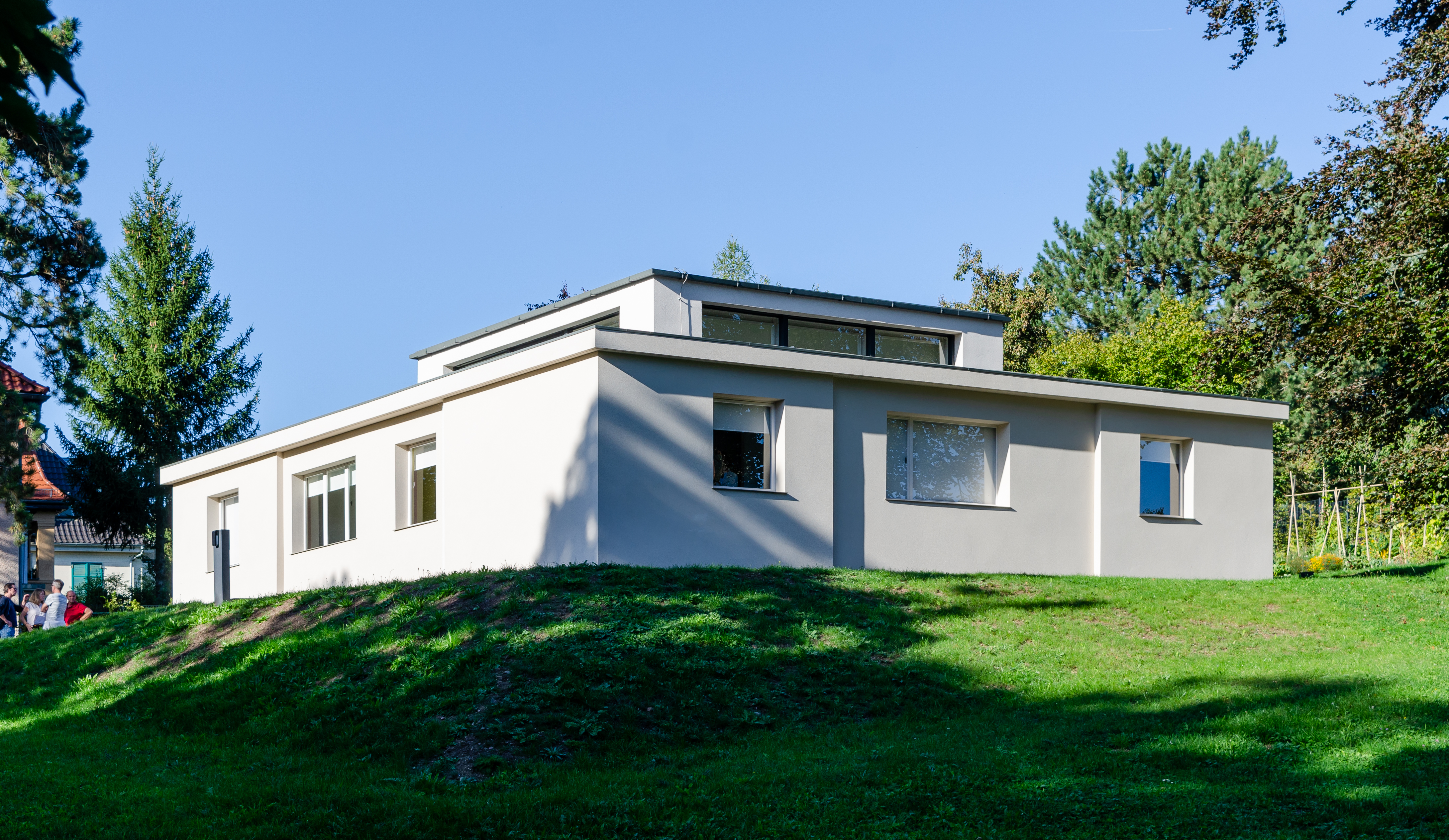
암 호른(Musterhaus Am Horn)

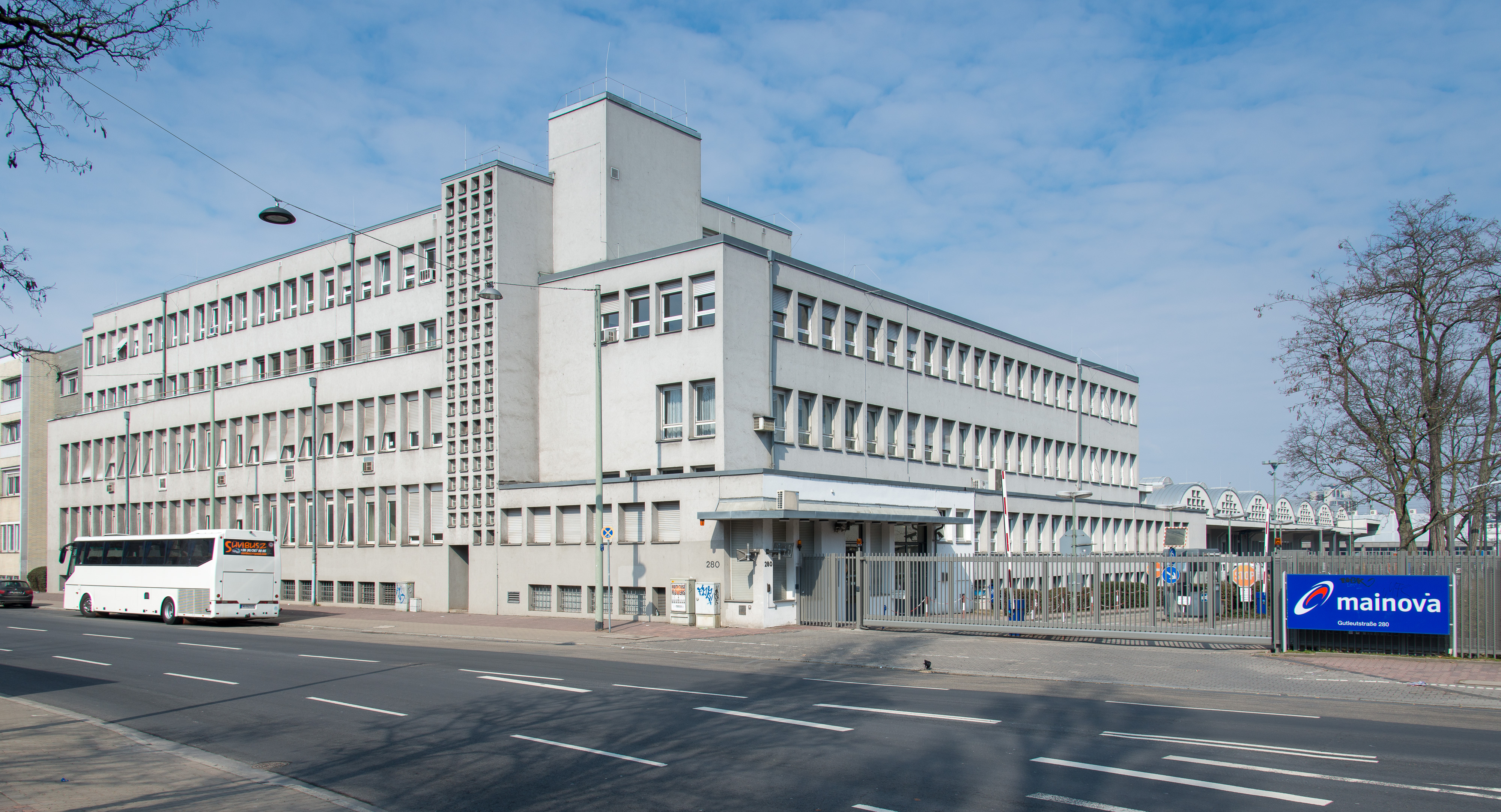
프랑크푸르트의 전기발전소

아돌프 마이어(독일어:Adolf Meyer, 1881년 6월 17일~1929년 7월 14일)는 독일 건축가이다. 1910년 발터 그로피우스(Walter Gropius)가 세운 건축사무소의 동업자가 되었으며 1911년부터 1925년 사이에 발터 그로피우스의 대표작으로 알려진 거의 모든 건축물(바우하우스, 파구스 공장)을 함께 작업했다. 1922년 미국 시카고의 트리뷴 타워(Tribune Tower) 설계경기에 제출된 그로피우스 출품작의 공동 디자이너로 기록되어 있다. 1919년 그로피우스에 의해 바우하우스의 마이스터로 임명되어 작업 도면과 건설 기술을 가르쳤다. 1926년부터 독일 프랑크푸르트시의 공공주택사업인 '뉴 프랑크푸르트' 프로젝트에서 건축가로 일했다.

## 생애
아돌프 마이어는 목수로 견습을 마친 후 헤르만 무테지우스(Hermann Muthesius)가 설립하고 페터 베렌스(Peter Behrens)가 학장이었던 뒤셀도르프 응용예술학교(Düsseldorf School of Applied Arts)에 진학하여 마티유 라우웨릭스(Mathieu Lauweriks)의 수업을 통해 건축을 공부했다. 1907년 피터 베렌스를 따라 베를린으로 간 뒤 1908년까지 에르드만쇼프(Erdmannshof)에 있는 작업실에서 근무했다. 1909년에는 브루노 폴(Bruno Paul)의 사무실에서 일했고, 1910년부터는 발터 그로피우스(Walter Gropius)와 함께 공동 건축 사무소를 관리했다.
1925년 바우하우스가 데사우로 이전할 때 따라가지 않고 독립 건축가로서 바이마르에 머물렀다. 1926년 프랑크푸르트 암 마인에 있는 슈테델슐레(Städelschule, State University of Fine Arts)에서 강사로 일했으며 1928년에는 프랑크푸르트에서 "October Group"을 설립했다. 1929년 발트럼(Baltrum) 앞바다에서 수영하다가 익사했다.

## 건축물과 디자인
- 1911년 3월/4월: 발더제 거리의 하노버에 있는 은행가 칼 헤르츠펠트(Karl Herzfeld)의 인테리어 디자인 및 가구 제작
- 1911년 발터 그로피우스(Walter Gropius)와 알펠트(Alfeld)의 파구스 공장 건설
- 1913–1914: 발터 그로피우스(Walter Gropius)와 함께 아이진 숄레 정착
- 1923: 월터 마치(Walter March)와 함께 암 호른(Am Horn)모델 하우스 실행
- 1924: 발터 그로피우스와 함께 프리드리히 프뢰벨 하우스(Friedrich-Fröbel-Haus)
- 1926: 프랑크푸르트의 라디오 방송국, Rebstockgelände
- 1926: 프랑크푸르트의 가스베르크(Gaswerk Ost, 코크스 공장), 피터 베렌스의 건물 확장
- 1929년: 프랑크푸르트의 시험 사무소 건설
- 1929년: 프랑크푸르트 시립 전기 공장의 작업장 및 창고 건설

## 문헌
- Susan R. Henderson. "Building Culture: Ernst May and the New Frankfurt Initiative, 1926–1931." Peter Lang, 2013.
- Meyer, Adolf. A Bauhaus Experimental House Bauhausbuecher 3. Lars Muller, 2020.